# 大阪市立女子専門学校 (旧制)
| 大阪市立女子専門学校 （大阪市立女専） | 大阪市立女子専門学校 （大阪市立女専） |
| ------------------------------------- | ------------------------------------- |
| 創立                                  | 1947年                                |
| 所在地                                | 大阪府大阪市西区                      |
| 初代校長                              | 北村春吉                              |
| 廃止                                  | 1951年                                |
| 後身校                                | 大阪市立大学                          |
| 同窓会                                | 大阪市立大学 生活科学部同窓会         |

大阪市立女子専門学校 （おおさかしりつじょしせんもんがっこう） は、1947年 （昭和22年） 3月に大阪市西区に設立された公立の旧制専門学校。

本項では、大阪市立西華高等女学校 （おおさかしりつせいかこうとうじょがっこう） など前身諸校を含めて記述する。

## 概要
大阪市立西華高等女学校の専攻科を前身として設立された。修業年限は3年。第二次世界大戦後に急増した女子専門学校 （女専） の一つ。本科に被服科・英語科・育児科・生活科を設置した。
新制大阪市立大学家政学部 （男女共学、現 生活科学部） の前身である。同窓会は 「西華同窓会」 （せいかどうそうかい） と称したが、1992年 （平成3年） に 「大阪市立大学生活科学部同窓会」 （略称： 生科同窓会） と合同した。

## 沿革

### 前身校時代
- 1921年4月： 実業学校令 （職業学校規則） により大阪市西区高等実修女学校として創立。
  - 本科 （家政科・商業科） 4年制、入学資格は尋常小学校卒業程度。
  - 本科の上に高等科 （補習科 1年課程・専攻科 2年課程） を設置。
  - 旧大阪市西区女子手芸学校の生徒を編入。
- 1922年： 第1回卒業 （旧女子手芸学校からの編入生）。本科商業科を経済科と改称。
- 1924年4月： 大阪市立高等西華女学校と改称。
- 1925年4月： 本科の上に高等科 （3年制） および補習科 （1年課程・2年課程） を設置。
- 1932年： 補習科 1年課程を廃止。
- 1934年9月： 室戸台風で校舎大破。
- 1941年3月：学区制廃止に伴い大阪市に移管、大阪市立西華高等女学校と改称。
  - 高等女学校令により本科 5年制に変更。高等科を専攻科 （被服専攻科、3年制） と改称。補習科 2年課程を廃止。
- 1946年4月： 専攻科に英語科を増設。

### 大阪市立女子専門学校時代
- 1947年3月： 専門学校令により大阪市立女子専門学校を設置 （修業年限 3年、被服科・育児科・英語科）。
  - 大阪市立西華高等女学校の専攻科は廃止。専攻科在学生は市立女専に編入。
  - 高女本科生募集を停止。翌1948年、高女本科2年修了者を併設中学校に収容。高女本科第4、5学年を新制大阪市立西華高等学校 （1951年3月廃止） に改組。新制大阪市立下福島高等学校が西華校舎に同居となり、近隣の大阪市立西商業高等学校 （大阪市立西高等学校の前身校） に授業を委託。最終的に生徒は同校に移籍となった。
- 1948年： 女専本科に生活科を増設。
- 1949年4月： 新制大阪市立大学発足。
  - 市立女専は家政学部の前身となった （1975年、生活科学部に改組、大学院博士課程を設置）。
- 1951年3月： 大阪市立女子専門学校廃止。
  - 3月4日、同じく大阪市立の旧制専門学校だった大阪商科大学高等商業部、大阪市立都島工業専門学校、大阪市立医学専門学校と 4校合同の閉校式を開催。

## 歴代校長
大阪市西区高等実修女学校
- 初代： 谷馨 （1921年4月 - 1924年3月）

大阪市立高等西華女学校
- 初代： 谷馨 （1924年4月 - 1938年1月）
- 第2代： 田村靖 （1938年1月 - 1941年3月）

大阪市立西華高等女学校
- 初代： 田村靖 （1941年4月 - 1944年12月）
- 第2代： 熊沢信二 （1944年12月 - 1946年3月）
- 第3代： 北村春吉 （1946年3月 - 1948年9月）

大阪市立女子専門学校
- 校長事務取扱： 北村春吉 （1947年3月 - 1947年9月）

- 初代： 北村春吉 （1947年9月 - 1951年3月）

## 校地
- 江戸堀仮校舎 （1921年4月 - 1922年4月）
大阪市西区江戸堀南通三丁目十一、十二 （当時）。旧大阪市西区女子手芸学校校舎。
- 立売堀校舎 （1922年4月 - 1937年4月）
大阪市西区立売堀南通六丁目十五 （当時）。旧薩摩藩蔵屋敷跡、旧大阪市西区第一高等小学校跡地。
- 西長堀校舎 （1937年4月 - 1951年3月）
大阪市西区立売堀南通五丁目一 （当時）。白髪橋校舎とも。旧岩崎邸跡地、現 西長堀くすのきコーポ。
後身の新制大阪市立大学家政学部に引き継がれ、1968年まで使用された。1968年10月、現在の杉本町校舎 （大阪市住吉区） が竣工し移転した。

## 関連事項
- 高等女学校
- 旧制女子専門学校
- 学制改革

## 関連書籍
- 大阪市立大学百年史編集委員会（編）　『大阪市立大学百年史 全学編 (上)』　1987年11月。

″== 外部リンク ==
- 大阪市立大学
- 大阪市立大学生活科学研究科・生活科学部
- 大阪市立大学生活科学部同窓会
- 旧岩崎邸（大阪）について - 山根エンタープライズ/大阪まちプロデュース
- 大阪市立西華高等学校・大阪市立女子専門学校　沿革誌 - ウェイバックマシン（2007年9月29日アーカイブ分） - 大阪市立西高等学校同窓会